# Friedrich Wilhelm Langhans
Friedrich Wilhelm Langhans (auch Wilhelm Langhans; * 21. September 1832 in Hamburg; † 9. Juni 1892 in Berlin) war ein deutscher Violinist, Komponist, Musikschriftsteller und Musikpädagoge.

## Leben und Werk
Friedrich Wilhelm Langhans studierte am Leipziger Konservatorium bei Ferdinand David Violine und bei Ernst Friedrich Richter Komposition. Er studierte weiter bei Jean-Delphin Alard in Paris.
Von 1852 bis 1856 war Friedrich Wilhelm Langhans Mitglied des Gewandhausorchesters in Leipzig. Von 1857 bis 1870 wirkte er als Konzertmeister in Düsseldorf. 1880 wurde er Musikpädagoge und Konzertspieler in Hamburg, 1863 in Paris, 1869 in Heidelberg. An letztgenannter Stelle promovierte er zum Dr. phil. Seit 1871 lebte er in Berlin. Er wurde 1874 Lehrer für Musikgeschichte an der Neuen Akademie der Tonkunst (Kullak-Akademie) und wechselte 1881 an das gerade neugegründete Scharwenka-Konservatorium.
Friedrich Wilhelm Langhans veröffentlichte ein Konzertallegro für Violine mit Orchester, Violinetüden und eine Violinsonate op. 11 a moll. Als Manuskripte liegen ein Streichquartett (Florenz 1864), eine Sinfonie, die Ouvertüre zu Spartakus, Lieder und Violinsoli vor. Bedeutender als sein kompositorisches ist sein musikschriftstellerisches Werk. Er schrieb Das musikalische Urteil (1872, 2. Auflage 1876), Die königliche Hochschule für Musik in Berlin (1873), Musikgeschichte in zwölf Vorlesungen (1878, niederländisch von Jaques Harto 1885), Der Endreim in der Musik (1891) und eine geschickt kompilierte Fortsetzung der Ambrosschen Geschichte der Musik des 17., 18. und 19. Jahrhunderts (1882, 1887, zwei Bände). Dazu gab Friedrich Wilhelm Langhans die deutsche Ausgabe der Chopin-Biografie Friedrich Niecks’ (1889) heraus.
Wilhelm Langhans war Ehrenmitglied der musikalischen Akademien zu Florenz (1878) und Rom (1887).